# Erich Tecka
Erich Tecka (* 25. Juli 1948 in Wien; † 27. Juni 2020) war ein österreichischer Basketballspieler. Der 2,02 Meter große Flügel- und Centerspieler gilt als einer der besten Spieler der österreichischen Basketballgeschichte.

## Karriere
Tecka wechselte im Mai 1965 mit 16 Jahren zum Basketball, nachdem er zuvor bei Austria Wien Fußball gespielt hat. Bereits Ende 1965 wurde er in die Junioren-Nationalmannschaft berufen. Er spielte in der Jugend beim BC Ostarrichi Wien. Mit EK Engelmann beziehungsweise UBSC Wien gewann er zwischen 1968 und 1980 12 Mal die österreichische Meisterschaft, seine persönliche Bestmarke in einer Bundesliga-Partie sind 88 erzielte Punkte. 1969 stand er kurz vor einem Wechsel zur griechischen Spitzenmannschaft Olympiakos Piräus und hätte dafür die griechische Staatsbürgerschaft annehmen müssen. Der österreichische Verbandspräsident schob dem Wechsel aber einen Riegel vor. Im Februar 1972 war er mit 17 erzielten Punkten einer der Hauptverantwortlichen für den als Sensation eingestuften 86:85-Europapokalsieg von UBSC Wien gegen Real Madrid. Allerdings verlor er mit Wien das Rückspiel im Viertelfinale des Landesmeisterpokals mit 74:98. Tecka spielte bis 1980 für UBSC, danach in der Bundesliga noch für BK Klosterneuburg, ABC/BBC Wels sowie Tyrolia Wien.
Tecka absolvierte zwischen 1967 und 1988 129 A-Länderspiele für Österreich und war Mannschaftskapitän der ÖBV-Auswahl, mit der er 1977 innerhalb weniger Monate von der C- in die A-Gruppe aufstieg und an der Europameisterschaft in Belgien teilnahm. Tecka erzielte bei jener EM 77 als bester Punktesammler Österreichs im Schnitt 21 Zähler, dennoch blieb die Mannschaft während des Turniers sieglos. 1991 war Tecka Initiator der grenzübergreifenden Superliga, an der neben österreichischen auch ungarische, slowenische, slowakische und tschechische Mannschaften teilnahmen. Er leitete die Liga als Vorsitzender. Er war geschäftsführender Vizepräsident der Österreichischen Basketball-Bundesliga und dann bis Juni 2004 deren Präsident. Von 1993 bis 1997 war er Vizepräsident des Österreichischen Basketball Verbandes, von Juni 2003 bis Februar 2005 amtete Tecka dann noch einmal als geschäftsführender Vizepräsident des Österreichischen Basketball Verbandes.
Im Sommer 2018 betreute er die Auswahl Österreichs in der Altersklasse Ü70 bei der Europameisterschaft in Maribor als Trainer.

## Persönliches
Tecka lernte Maschinenschlosser und erlangte an einer Höheren Technischen Lehranstalt in Wien einen Abschluss als Maschinenbauer. Später wurde er für ein Unternehmen tätig, das Türen vertrieb.
Mit seiner ersten Ehefrau Brigitte hatte er zwei Kinder.